# Вулиця Тодося Осьмачки
Ву́лиця Тодося Осьмачки — вулиця в Деснянському районі міста Києва, селище Троєщина. Пролягає від вулиці Володимира Беца до Радосинської вулиці.
Прилучаються вулиці Сергія Котенка і Климента Квітки.

## Історія
Вулиця виникла в 1-й половині XX століття. У 1965 році отримала назву вулиця Горького на честь російського письменника Максима Горького.
Сучасна назва на честь українського письменника Тодося Осьмачки — з 2019 року.